# Liste der Biografien/Frl
Liste der Biografien |
Portal Biografien |
Personensuche
# |
A |
B |
C |
D |
E |
F |
G |
H |
I |
J |
K |
L |
M |
N |
O |
P |
Q |
R |
S |
T |
U |
V |
W |
X |
Y |
Z |
?
 
Fa |
Fe |
Ff |
Fh |
Fi |
Fj |
Fk |
Fl |
Fm |
Fn |
Fo |
Fr |
Ft |
Fu |
Fy
 
Fra |
Frc |
Fre |
Frg |
Fri |
Frk |
Frl |
Fro |
Fru |
Fry
Die Liste der Biografien führt alle Personen auf, die in der deutschsprachigen Wikipedia einen Artikel haben. Dieses ist eine Teilliste mit 3 Einträgen von Personen, deren Namen mit den Buchstaben „Frl“ beginnt.

## Frl
- Frl. Wommy Wonder (* 1967), deutscher Kabarettist, TravestiekünstlerFrl. Wommy Wonder (* 1967)

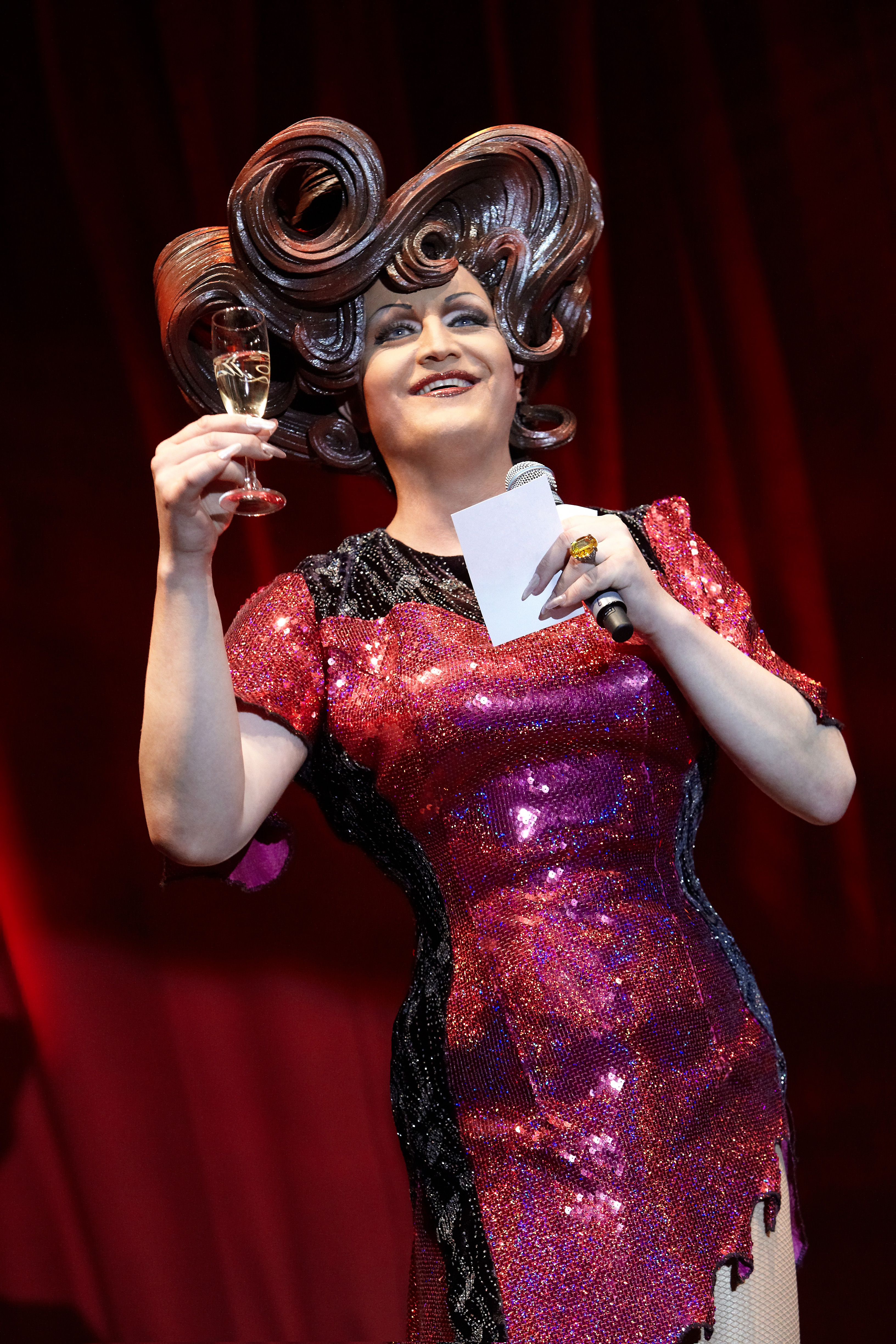
Frl. Wommy Wonder (* 1967)

### Frlj
- Frljić, Oliver (* 1976), kroatischer Theaterregisseur, Autor und Intendant
- Frljužec, Nikola (* 1989), kroatischer Fußballspieler